# Tyrone Hayes
Tyrone B. Hayes est un biologiste américain, professeur de l'Université de Californie à Berkeley, connu pour ses recherches sur l'effet perturbateur endocrinien de l'atrazine, l'herbicide produit par la société Syngenta.

## Biographie
Tyrone Hayes après avoir passé son enfance à Columbia en Caroline du Sud, est diplômé de l'Université Harvard. Il travaille comme consultant à Tiburon en Californie, puis comme professeur à l'Université de Californie à Berkeley.

## Recherches sur l'atrazine
En 1997, Hayes fait partie d'un groupe d'expert conduisant des études pour le compte de Novartis (actuellement Syngenta), et met en évidence une toxicité inattendue de l'herbicide atrazine.
En 2007 il publie un rapport mettant en cause l'atrazine comme cause potentielle de certains cancer de la prostate et de cancer du sein.

## Conflit avec Syngenta
Depuis 2005, le fabricant d'atrazine Syngenta a mis en cause les travaux effectués par Hayes.
En 2014, le magazine The New Yorker, a révélé des tentatives d'attaques personnelles menées par Syngenta, à l'encontre de Hayes et des autres chercheurs de son équipe	.